# Mike McGee
Michael "Mike" Ray McGee (Tyler, Texas, 29 de julio de 1959) es un exjugador de baloncesto estadounidense que disputó 8 temporadas en la NBA, además de jugar en la liga italiana y en la liga venezolana. Con 1,96 metros de estatura, jugaba en la posición de escolta. Tras retirarse, fue durante una temporada entrenador de los Beijing Quianwei Aoshen de la ABA.

## Trayectoria deportiva

### Universidad
Jugó durante cuatro temporadas con los Wolverines de la Universidad de Míchigan, en las que promedió 21,4 puntos y 4,6 rebotes por partido. En 1978, su primera temporada, fue incluido en el mejor quinteto de la Big Ten Conference tras promediar 19,5 puntos por partido. Es en la actualidad el segundo máximo anotador histórico de los Wolverines, con 2.439 puntos.

### Profesional
Fue elegido en la decimonovena posición del Draft de la NBA de 1981 por Los Angeles Lakers, donde pasó sus dos primeras temporadas condenado al ostracismo del banquillo, pero que sin embargo le reportó su primer anillo de campeón de liga en su primera temporada como profesional, al batir a Philadelphia 76ers en las Finales por 4 a 2. No fue hasta la temporada 1983-84 cuando McGee se hizo un hueco en el equipo, siendo titular en 45 de los 77 partidos que disputó, promediando 9,8 puntos y 2,5 rebotes, algo que tiene más mérito si cabe sabiendo que en sus posiciones habituales en la pista tenía compañeros de la talla de Magic Johnson, Michael Cooper o Byron Scott.
Al año siguiente perdió su condición de titular, pero sin embargo supo aprovechar muy bien los minutos en pista, poco más de 15 por noche, para promediar 10,2 puntos por partido, y comenzar a postularse como un especialista en tiros de 3 puntos. Los Lakers volvieron a ganar la liga esa temporada, imponiéndose a Boston Celtics en las Finales, lo que le sirvió para renovar su contrato por cuatro temporadas y 1,4 millones de dólares.
Sin embargo, sólo jugó dos temporadas más con los Lakers, ya que al finalizar la temporada 1985-86 fue traspasado a Atlanta Hawks junto con los derechos sobre Ken Barlow a cambio de los derechos sobre Ron Kellogg y Billy Thompson. En los Hawks explotó su condición de especialista en triples, logrando ser el tercer máximo anotador desde la línea de la liga, a pesar de jugar menos de 20 minutos por encuentro. Poco después de comenzar la siguiente temporada, fue traspasado a Sacramento Kings a cambio de dos futuras rondas del draft. Allí hizo sus mejores números como profesional, acabando el año con unos promedios de 14,2 puntos y 3,0 rebotes por noche. A pesar de ello, fue traspasado al año siguiente a New Jersey Nets, de nuevo a cambio de futuras elecciones en el draft. Allí jugó una temporada, para marcharse al año siguiente a la liga italiana, fichando por el Irge Desio, donde en su única campaña promedió 32,8 puntos por partido. Regresó a la NBA firmando por lo que quedaba de temporada por Phoenix Suns, quienes no renovaron su contrato al finalizar la misma.
Tras un año en blanco, en 1992 se fue a jugar a la CBA, a los Rapid City Thrillers, donde sólo jugó tres partidos antes de irse a la Liga Profesional de Baloncesto de Venezuela, donde acabaría su carrera vistiendo la camiseta de los Gaiteros del Zulia. En sus 8 años en la NBA promedió 9,6 puntos y 2,1 rebotes por partido.

## Estadísticas de su carrera en la NBA

### Temporada regular
| Temporada | Edad | Equipo             | Liga | P   | TIT | MIN  | TC  | TCA  | %TC  | 3P  | 3PA | %3P  | TL  | TLA | %TL  | R.OF. | R.DEF. | REB | ASIS | ROB | TAP | PER | FP  | PTS  |
| 1981-82   | 22   | Los Angeles Lakers | NBA  | 39  | 0   | 9.0  | 2.1 | 4.4  | .465 | 0.0 | 0.1 | .000 | 0.8 | 1.4 | .585 | 0.9   | 0.4    | 1.3 | 0.4  | 0.5 | 0.1 | 0.9 | 1.5 | 4.9  |
| 1982-83   | 23   | Los Angeles Lakers | NBA  | 39  | 7   | 9.8  | 1.8 | 4.2  | .423 | 0.0 | 0.2 | .143 | 0.4 | 0.6 | .739 | 0.8   | 0.5    | 1.4 | 0.7  | 0.3 | 0.1 | 0.7 | 1.3 | 4.0  |
| 1983-84   | 24   | Los Angeles Lakers | NBA  | 77  | 45  | 18.5 | 4.5 | 7.6  | .594 | 0.0 | 0.2 | .167 | 0.8 | 1.5 | .540 | 1.5   | 1.0    | 2.5 | 1.1  | 0.6 | 0.1 | 1.4 | 2.3 | 9.8  |
| 1984-85   | 25   | Los Angeles Lakers | NBA  | 76  | 3   | 15.4 | 4.3 | 8.1  | .538 | 0.3 | 0.8 | .361 | 1.2 | 2.1 | .588 | 1.3   | 0.9    | 2.2 | 0.9  | 0.5 | 0.1 | 1.1 | 1.9 | 10.2 |
| 1985-86   | 26   | Los Angeles Lakers | NBA  | 71  | 19  | 17.1 | 3.5 | 7.7  | .463 | 0.6 | 1.6 | .360 | 0.6 | 0.9 | .656 | 0.7   | 1.3    | 2.0 | 1.2  | 0.7 | 0.1 | 1.0 | 1.8 | 8.3  |
| 1986-87   | 27   | Atlanta Hawks      | NBA  | 76  | 6   | 18.7 | 4.1 | 8.9  | .459 | 1.1 | 3.0 | .376 | 1.1 | 1.8 | .584 | 0.9   | 1.2    | 2.1 | 2.0  | 0.8 | 0.0 | 1.4 | 2.1 | 10.4 |
| 1987-88   | 28   | TOTAL              | NBA  | 48  | 0   | 20.9 | 4.6 | 11.0 | .421 | 1.1 | 3.3 | .331 | 1.6 | 2.1 | .745 | 1.1   | 1.5    | 2.7 | 1.5  | 1.1 | 0.1 | 1.4 | 1.7 | 12.0 |
| 1987-88   | 28   | Atlanta Hawks      | NBA  | 11  | 0   | 10.6 | 2.0 | 4.7  | .423 | 0.5 | 1.7 | .263 | 0.2 | 0.5 | .333 | 0.4   | 1.1    | 1.5 | 1.2  | 0.5 | 0.0 | 0.6 | 0.5 | 4.6  |
| 1987-88   | 28   | Sacramento Kings   | NBA  | 37  | 0   | 23.9 | 5.4 | 12.9 | .421 | 1.3 | 3.8 | .340 | 2.0 | 2.6 | .771 | 1.4   | 1.6    | 3.0 | 1.6  | 1.3 | 0.2 | 1.6 | 2.0 | 14.2 |
| 1988-89   | 29   | New Jersey Nets    | NBA  | 80  | 49  | 25.3 | 5.4 | 11.5 | .473 | 1.2 | 3.2 | .365 | 1.0 | 1.8 | .535 | 0.9   | 1.5    | 2.4 | 1.5  | 1.0 | 0.2 | 1.6 | 2.3 | 13.0 |
| 1989-90   | 30   | Phoenix Suns       | NBA  | 14  | 7   | 20.0 | 3.0 | 6.2  | .483 | 0.6 | 1.6 | .348 | 0.7 | 1.5 | .476 | 0.8   | 1.8    | 2.6 | 1.1  | 0.6 | 0.1 | 1.0 | 2.0 | 7.3  |
| Total     |      |                    | NBA  | 520 | 136 | 17.8 | 4.0 | 8.2  | .487 | 0.6 | 1.7 | .354 | 0.9 | 1.6 | .597 | 1.0   | 1.1    | 2.1 | 1.2  | 0.7 | 0.1 | 1.2 | 1.9 | 9.6  |

### Playoffs
| Temporada | Edad | Equipo             | Liga | P  | MIN | TCA | TC  | 3PA | 3P | TLA | TL  | R.OF. | REB | ASIS | ROB | TAP | PER | FP  | PTS | %TC  | %3P   | %FT  | MIN  | PTS  | REB | AST |
| 1981-82   | 22   | Los Angeles Lakers | NBA  | 4  | 10  | 6   | 13  | 0   | 1  | 0   | 0   | 3     | 3   | 0    | 0   | 0   | 1   | 1   | 12  | .462 | .000  |      | 2.5  | 3.0  | 0.8 | 0.0 |
| 1982-83   | 23   | Los Angeles Lakers | NBA  | 6  | 25  | 4   | 11  | 1   | 1  | 3   | 4   | 5     | 7   | 1    | 0   | 0   | 4   | 5   | 12  | .364 | 1.000 | .750 | 4.2  | 2.0  | 1.2 | 0.2 |
| 1983-84   | 24   | Los Angeles Lakers | NBA  | 17 | 370 | 90  | 157 | 6   | 17 | 25  | 39  | 22    | 34  | 23   | 11  | 1   | 27  | 52  | 211 | .573 | .353  | .641 | 21.8 | 12.4 | 2.0 | 1.4 |
| 1984-85   | 25   | Los Angeles Lakers | NBA  | 17 | 260 | 76  | 142 | 9   | 18 | 29  | 42  | 20    | 36  | 12   | 7   | 1   | 14  | 26  | 190 | .535 | .500  | .690 | 15.3 | 11.2 | 2.1 | 0.7 |
| 1985-86   | 26   | Los Angeles Lakers | NBA  | 6  | 28  | 8   | 18  | 0   | 3  | 0   | 4   | 3     | 5   | 2    | 0   | 0   | 2   | 3   | 16  | .444 | .000  | .000 | 4.7  | 2.7  | 0.8 | 0.3 |
| 1986-87   | 27   | Atlanta Hawks      | NBA  | 8  | 101 | 10  | 39  | 2   | 14 | 5   | 10  | 9     | 20  | 15   | 4   | 0   | 4   | 7   | 27  | .256 | .143  | .500 | 12.6 | 3.4  | 2.5 | 1.9 |
| 1989-90   | 30   | Phoenix Suns       | NBA  | 10 | 44  | 7   | 20  | 3   | 7  | 1   | 4   | 1     | 4   | 2    | 1   | 1   | 2   | 6   | 18  | .350 | .429  | .250 | 4.4  | 1.8  | 0.4 | 0.2 |
| Total     |      |                    | NBA  | 68 | 838 | 201 | 400 | 21  | 61 | 63  | 103 | 63    | 109 | 55   | 23  | 3   | 54  | 100 | 486 | .503 | .344  | .612 | 12.3 | 7.1  | 1.6 | 0.8 |